# Université de Londres-Est
L'université de Londres-Est, en anglais : University of East London (UEL), est une université située dans le secteur d'East London en Angleterre. 

## Historique
L'université de Londres-Est est une nouvelle université qui a reçu le statut d'université en 1992. Elle fut fondée en 1970 sous le nom de North East London Polytechnic (NELP) qui devint par la suite Polytechnic of East London (PEL).

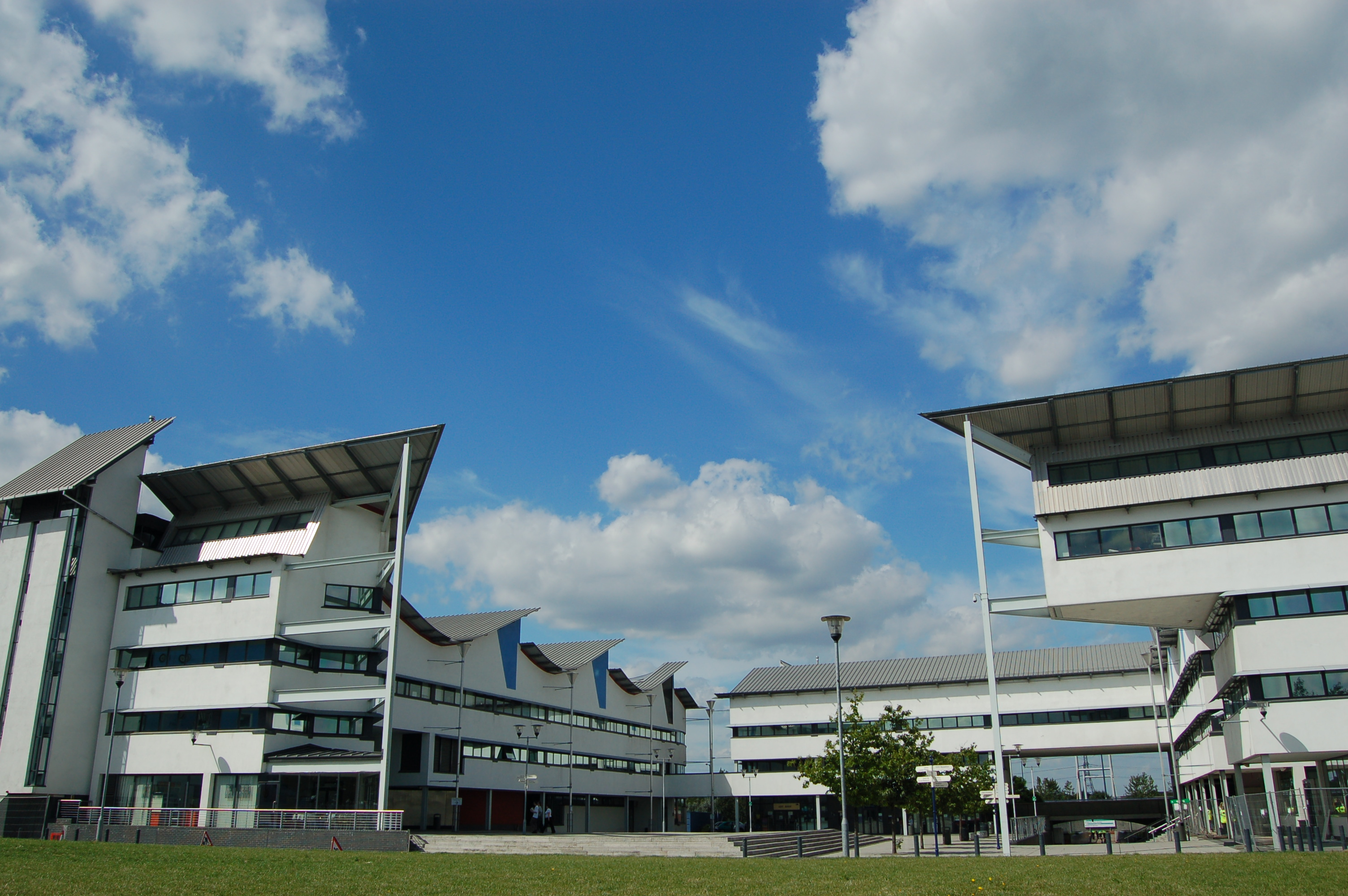
Campus des Docklands

Le projet de ses créateurs était exprimé ainsi : « Être reconnus au plan national et international comme une université régionale performante et intégrée, fière de sa diversité, engagée dans de nouveaux modes d'enseignement centrés sur les étudiants et l'amélioration de leur employabilité, et renommée pour sa contribution au développement social, culturel et économique, en particulier par la recherche et les bourses d'études ».

## Campus
L'université occupe trois campus principaux, tous situés dans le secteur de Londres Est, dont deux à Newham :
- le campus de Stratford, à Stratford ;
- le campus des Docklands, dans le quartier rénové des Docklands ;
- le campus de Barking, à Barking.

## Élèves et étudiants notables
- Leye Adenle, écrivain nigérian de romans policiers
- Kemi Adeosun, ministre des finances du Nigeria
- Hilary Armstrong, député de travail et ancien ministre du conseil
- Roger Ashton-Griffiths, acteur britannique
- Jake Chapman, artiste
- Ian Dury, musicien
- Edison James, ancien premier ministre de la Dominica
- Sonam Kapoor, actrice indienne et fille d'Anil Kapoor
- Gina Miller, femme d'affaires et militante anti-Brexit
- Ken Russell, réalisateur
- Nathalie Maillet, personnalité française de sport automobile et architecte.

## Universitaires notables
- Faisal Abdu'Allah, artiste visuel
- Ilona Boniwell, personnage éminent dans le mouvement positif de psychologie, vice-président de l'association positive internationale de psychologie, auteur
- Grenville Davey, artiste (prix Turner)
- Raymond Durgnat, critique cinématographique et historien
- Chris Knight (anthropologue), professeur d'anthropologie
- Kode9 (Steve Goodman), musicien de dubstep
- Grayson Perry, sculpteur gagnant du prix Turner et professeur invité
- Michael Rustin, rédacteur d'une fondation de sondages[pas clair]
- Raphael Samuel[Qui ?], historien, militant, rédacteur de fondation de journal d'atelier d'histoire[pas clair]
- John Smith (réalisateur de film), réalisateur de film expérimental
- Richard Wilson[Lequel ?], artiste renommé et professeur invité
- Olúmìdé Pópóọlá, autrice et professeure d'écriture créative nigériano-allemande

## Récipiendaires d'undoctorathonoris  causade l'Université
- Damon Albarn, musicien
- Honor Blackman, acteur
- Billy Bragg, musicien
- Trevor Brooking, footballeur
- Lionel Fiolenga Ellis, aka Peter Tremayne, auteur
- Bob Geldof, musicien et militant
- Rolf Harris, amuseur
- David Lammy, politicien
- Harold Pinter, dramaturge, prix Nobel
- Terence Stamp, acteur
- Willard White, chanteur
- Rachel Whiteread, sculpteur
- Benjamin Zephaniah, poète
- Baronne Kingsmill, pair de vie à la Chambre des lords et avocate
- Sathi Ludhianvi, auteur, animateur et journaliste